# Spoiwo (zespół)
Spoiwo – zespół muzyczny powstały w 2009 roku w Gdańsku.

## Informacje ogólne
Członkowie zespołu:
1. Piotr Gierzyński
2. Patryk Piątkowski (od 2019 roku)
3. Krzysztof Zaczyński
4. Krzysztof Sarnek
5. Paweł Bereszczyński (2009–2018)
6. Simona Jambor (2010–2018)

W 2012 roku pojawił się pierwszy teledysk Spoiwa do utworu "Years of Silence". Był on wyreżyserowany przez Davida Lindberga. Niedługo później pojawił się kolejny klip, tym razem do utworu "Skin", stworzony w kooperacji z Kristofem Brandlem.
Debiutancki album "Salute Solitude" został wydany 13 marca 2015 roku. Przy wydaniu płyty zespół korzystał ze środków finansowych zebranych na platformie crowdfundingowej – Polak Potrafi. Zespół grał na festiwalach krajowych, jak i zagranicznych, takich jak: OFF Festival, Dunk! Festival, Whoneedslyrics czy Expect Delays Fest.
W swojej działalności Spoiwo było wielokrotnie nominowane w różnych plebiscytach.

## Nominacje
- „Pomorskie Sztormy” – w kategorii „Odkrycie Roku”[7]
- Arctic Drones – najlepszy nowy zespół 2015 roku[8]
- Arctic Drones – 11 najlepszy postrockowy album 2015 roku[9]
- postrockerNL – najlepszy postrockowy album 2015 roku[10]
- post-rock pl -najlepszy debiutant 2015 roku oraz najlepszy polski album postrockowy 2015 roku[11]
- portal music is – 10 najlepszych polskich albumów 2015[12]
- Portal Uwolnij Muzykę – 20 najciekawszych polskich płyt 2015 roku[13]
- Pomorska Nagroda Muzyczna DOKI 2015 w kategoriach: Album Roku, Artysta Roku, oraz Nowa Twarz i zwyciężył w kategorii Nowa Twarz[14]
- Pomorska Nagroda Muzyczna DOKI 2016 – zespół został wybrany Najlepszym Zespołem Koncertowym[15]